# 97 d'Aquari
97 d'Aquari (97 Aquarii) és una estrella a la constel·lació d'Aquari. La seva magnitud aparent és 5,19. Es tracta d'una estrella blanca de la seqüència principal; posseeix una magnitud absoluta de 0,89 i la seva velocitat radial negativa indica que l'estrella s'acosta al sistema solar. 94 d'Aquari A és un sistema d'estrelles format per dues components. La component principal A és una estrella de magnitud 5,2. La component B és de magnitud 6,9.

## Observació
Es tracta d'una estrella situada a l'hemisferi celeste austral, molt a prop de l'equador celeste; el que comporta que pugui ser observada des de totes les regions habitades de la Terra, exceptuant el cercle polar àrtic. A l'hemisferi sud sembla circumpolar només en les àrees més internes de l'Antàrtida, sent de magnitud 5,2 és visible a ull nu en les condicions adequades de foscor del cel. El millor període per a la seva observació és entre els mesos d'agost i desembre. El període de visibilitat és pràcticament el mateix en els dos hemisferis degut a la seva posició propera a l'equador celeste.